# Disa cephalotes
Disa cephalotes är en orkidéart som beskrevs av Heinrich Gustav Reichenbach. Disa cephalotes ingår i släktet Disa och familjen orkidéer.

## Underarter
Arten delas in i följande underarter:
- D. c. cephalotes
- D. c. frigida